# Аблесимов, Николай Евгеньевич
Николай Евгеньевич Аблесимов (род. 8 апреля 1949, Воронеж) — советский российский химик, пропагандист науки. Доктор химических наук (2000), профессор. Член редколлегии журнала «Базальтовые технологии». Область научных интересов — применение мессбауэровской спектроскопии в различных областях науки. Автор научно-популярных статей.

## Биография
В 1972 году окончил химический факультет Ленинградского государственного университета по специальности «радиохимия».
В 1973—1976 годах — в аспирантуре Ленинградского института ядерной физики АН СССР в г. Гатчина, защитил диссертацию кандидата химических наук (МГУ, 1977 г.) по специальности «радиохимия» на тему «Изучение методом эмиссионной мессбауэровской спектроскопии пост-эффектов ядерных превращений в атомах олова, кобальта и теллура, сорбированных на ионообменных материалах»..
C 1976 по 1985 год — старший инженер, младший научный сотрудник, старший научный сотрудник ИТиГ ДВНЦ АН СССР.
В ИТиГ ДВНЦ АН СССР работал в лаборатории магматической тектоники и физико-химических методов исследования с 1976 по 1985 год занимал должности старшего инженера, младшего научного сотрудника и старшего научного сотрудника.
В 2000 году защитил докторскую диссертацию по специальности «физическая химия» на тему «Релаксационные эффекты и фазообразование в неравновесных конденсированных системах», в которой подводятся итоги работ в новой области материаловедения — физикохимия неравновесных конденсированных многокомпонентных систем (Институт неорганической химии СО РАН, Новосибирск).
В 2000—2006 годах — завкафедрой «Химия и экология» Дальневосточного университета путей сообщения (Хабаровск).
Профессор ВАК с 2005 года. Подготовил четырёх кандидатов наук.

## Труды
- 1. Аблесимов Н. Е., Земцов А. Н., Николаев С. Н. и др. О структуре минеральной (каменной) ваты // Современные строительные конструкции. Стены и фасады. 2001. № 1-2 (10-11). С. 28-31.
- 2. Аблесимов Н. Е., Перфильев Ю. Д., Терентьева Ю. К. Мессбауэровские исследования процесса формирования базальтовых волокон // Химия: фундаментальные и прикладные исследования. Хабаровск: Дальнаука, 2002. Т. 1. С. 33-36.
- 3. Аблесимов Н. Е., Бруй В. Н., Земцов А. Н., Макаревич К. С., Терентьева Ю. К., Аблесимова Л. П. Атомно-молекулярные исследования технологии получения базальтового волокна // Физико-химические проблемы создания новых конструкционных керамических материалов. Сырье, синтез, свойства / Коми НЦ УрО РАН. Сыктывкар, 2002. С. 212—214.
- 4. Лебедев В. Т., Лебедев В. М., Иванова И. Н., Орлова Д. Н., Аблесимов Н. Е., Земцов А. Н. Структура поверхности и объемные дефекты базальтовых волокон по данным нейтронного рассеяния / Петербург. ин-т ядерной физ. Гатчина, 2006. 26 с. (Препринт / ПИЯФ; № 2654).
- 5. Аблесимов Н. Е., Малова Ю. Г., Земцов А. Н., Лебедев В. Т. Фрактальная размерность поверхности базальтового волокна // Исследовано в России [Электронный ресурс]: научный журнал. URL: http://elibrary.lt/resursai/Uzsienio%20leidiniai/MFTI/2006/149.pdf
- 6. Аблесимов Н. Е., Малова Ю. Г., Бондаревский С. И. Реликтовая кристалличность и качество базальтового стекловолокна (мессбауэровские исследования) // Стекло и керамика. 2006. № 3. С. 12-13.
- 7. Аблесимов Н. Е., Малова Ю. Г., Бондаревский С. И. Явление перехода Fe2+ в Fe3+ на платиновых фильерах в дуплекс-процессе получения базальтового стекловолокна (мессбауэровские исследования) // Физика и химия стекла. 2006. Т. 32, № 4. С. 680—682.
- 8. Аблесимов Н. Е., Земцов А. Н. Релаксационные эффекты в неравновесных конденсированных системах. Базальты: от извержения до волокна / ИТиГ ДВО РАН. М., 2010. 400 с.
- 9. Аблесимов Н. Е., Малова Ю. Г. Горные породы базальтового состава: происхождение, элементный и фазовый состав, месторождения. Ч. I // Базальтовые технологии. 2013. Июль-декабрь. С. 31-37.
- 10. Аблесимов Н. Е., Малова Ю. Г. Горные породы базальтового состава: месторождения. Ч. II // Базальтовые технологии. 2014. Январь-декабрь. С. 26-34.
- 11. Аблесимов Н. Е., Малова Ю. Г. Каменное (базальтовое) волокно: исследования и научные школы // Научное обозрение. Технические науки. 2016. № 6. С. 5-9.
- 12. Аблесимов Н. Е. Из чего производят непрерывное базальтовое волокно (НБВ) // Композитный мир. 2017. № 6. С. 54-58.
- 13. Аблесимов Н. Е., Наумова Е. Е., Семенов В. Г., Малова Ю. Г. Базальты Сирии для каменного (базальтового) волокна // Базальтовые технологии. 2018. Январь-декабрь. С. 41-46.

### Учебные пособия
- Аблесимов Н. Е. Концепции современного естествознания: учебное пособие по проведению семинаров. Хабаровск: Изд-во ДВГУПС, 2005. 89 с.
- Аблесимов Н. Е. Синопсис химии: Справочно-учебное пособие по общей химии. — Хабаровск: Изд-во ДВГУПС, 2005. — 84 с.

### Научно-популярные статьи
- Аблесимов Н. Е. Сколько химий на свете? // Химия и жизнь — XXI век. 2009. № 5. С. 49-52; № 6. С. 34-37. Ссылка на Элементы.ру.
- Аблесимов Н. Е. Спектрам для химии 150 лет // Химия и жизнь — XXI век. 2009. № 11. С. 42-43.